# Vaupelia barbata
Vaupelia barbata là loài thực vật có hoa trong họ Mồ hôi. Loài này được (Vaupel) Brand miêu tả khoa học đầu tiên.